# Чемпіонат Польщі з хокею 1946
Чемпіонат Польщі з хокею 1946 — 11-ий чемпіонат Польщі з хокею, матчі фінальної частини проходили у місті Кракові, чемпіоном став клуб Краковія Краків.

## Регіональний відбір
- Краківський. У Краківському відборі, що відбувся 10-16 січня 1946 року брали участь три клуби: Краковія, «Вісла» та «Легія» усі з Кракова.
- Шльонський. Відбір відбувався з 14 по 21 січня 1946 року. У турнірі брали участь «Симяновічанка», ХКС Шопеніце, «Сила» (Гішовець), Орзель Велновець та «П'яст» (Цешин). Перемогу здобули хокеїсти клубу «Сила» (Гішовець).
- Поморсько-познанський. Чемпіоном відбору став клуб «Лехія» (Познань).

## Фінальний раунд
- ЛКС Лодзь — «Лехія» (Познань) 0:0
- Краковія Краків — «Сила» (Гішовець) 3:0
- ЛКС Лодзь — «Сила» (Гішовець) 2:1
- Краковія Краків — «Лехія» (Познань) 4:0
- Краковія Краків — ЛКС Лодзь 5:1
- «Сила» (Гішовець) — «Лехія» (Познань) 4:2

| М  | Команда           | І | В | Н | П | Ш    | О |
| -- | ----------------- | - | - | - | - | ---- | - |
| 1. | Краковія Краків   | 3 | 3 | 0 | 0 | 12:1 | 6 |
| 2. | ЛКС Лодзь         | 3 | 1 | 1 | 1 | 3:6  | 3 |
| 3. | «Сила» (Гішовець) | 3 | 1 | 0 | 2 | 5:7  | 2 |
| 4. | «Лехія» (Познань) | 3 | 0 | 1 | 2 | 2:8  | 1 |

## Склад чемпіонів
Краковія Краків:
Владислав Міхалік, Владислав Лемешко, Мечислав Каспржицький, Влодзімеж Копчинський, Чеслав Марчевщук, Герберт Урсон, Адам Ковальський, Максиміліан Вецек, Анджей Волковський.